# Monestier-Port-Dieu
Monestier-Port-Dieu är en kommun i departementet Corrèze i regionen Nouvelle-Aquitaine i de centrala delarna av Frankrike. Kommunen ligger  i kantonen Bort-les-Orgues som tillhör arrondissementet Ussel. År 2022 hade Monestier-Port-Dieu 133 invånare.

## Befolkningsutveckling
Antalet invånare i kommunen Monestier-Port-Dieu
Referens:INSEE